# Antoni Kość
Antoni Kość (ur. 12 maja 1949 w Rokietnicy, zm. 7 grudnia 2011 w Lublinie) – polski duchowny katolicki, werbista, prawnik, profesor zwyczajny, teoretyk państwa i prawa.

## Życiorys
W 1974 roku uzyskał tytuł magistra teologii na Katolickim Uniwersytecie Lubelskim. W tym samym roku uzyskał święcenia kapłańskie i udał się na misje do Japonii, gdzie przebywał do 1978 roku. W latach 1976–1978 studiował prawo na Sophia University w Tokio. W latach 1978–1982 studiował na Wydziale Prawa Uniwersytetu we Fryburgu, gdzie uzyskał stopień doktora. Studiował też prawo anglo-amerykańskie na Uniwersytecie w Chicago (1982–1983) oraz prawo kanoniczne na Uniwersytecie Gregoriańskim (1988–1989).
Od 1983 do 1988 roku pracował jako profesor filozofii prawa i powszechnej historii prawa na Nanzan University w Nagoi. Jako profesor pracował również na uczelniach w Seulu w latach 1991–1993.
Po powrocie do Polski od 1994 roku pracował na Wydziale Prawa, Prawa Kanonicznego i Administracji KUL, gdzie w latach 2000–2008 pełnił stanowisko prodziekana. Od 2010 roku wykładał również na Uniwersytecie Rzeszowskim. W 1998 roku uzyskał habilitację na podstawie pracy pt. Prawo a etyka konfucjańska w historii myśli prawnej Chin. Tytuł profesora otrzymał w 2002.
Pod jego kierunkiem stopień naukowy doktora uzyskała w 2004 Jadwiga Potrzeszcz.
W pracy naukowej zajmował się głównie filozofią prawa Dalekiego Wschodu, a po powrocie do Polski także niemiecką filozofią prawa. Jest autorem wielu publikacji naukowych, m.in. monografii Historyczne modele relacji prawa, państwa i religii w niemieckiej filozofii prawa (1995) i Filozoficzne podstawy prawa japońskiego w perspektywie historycznej (2001). Jest również autorem podręcznika pt. Podstawy filozofii prawa.
Był członkiem redakcji, a w latach 2001–2005 redaktorem naczelnym „Roczników Nauk Prawnych” oraz członkiem komitetu redakcyjnego „Gdańskich Studiów Azji Wschodniej”. Wchodził w skład rady naukowej Centrum Studiów Azji Wschodniej Uniwersytetu Gdańskiego. Był również członkiem Towarzystwa Naukowego KUL, Internatoinale Vereinigung für Rechts- und Sozialphilosophie i Stowarzyszenia Kanonistów Polskich oraz Komisji Prawniczej Oddziału w Lublinie Polskiej Akademii Nauk.
Oprócz języka polskiego w pracy naukowej posługiwał się biegle językami japońskim, koreańskim i niemieckim.